# Dhar

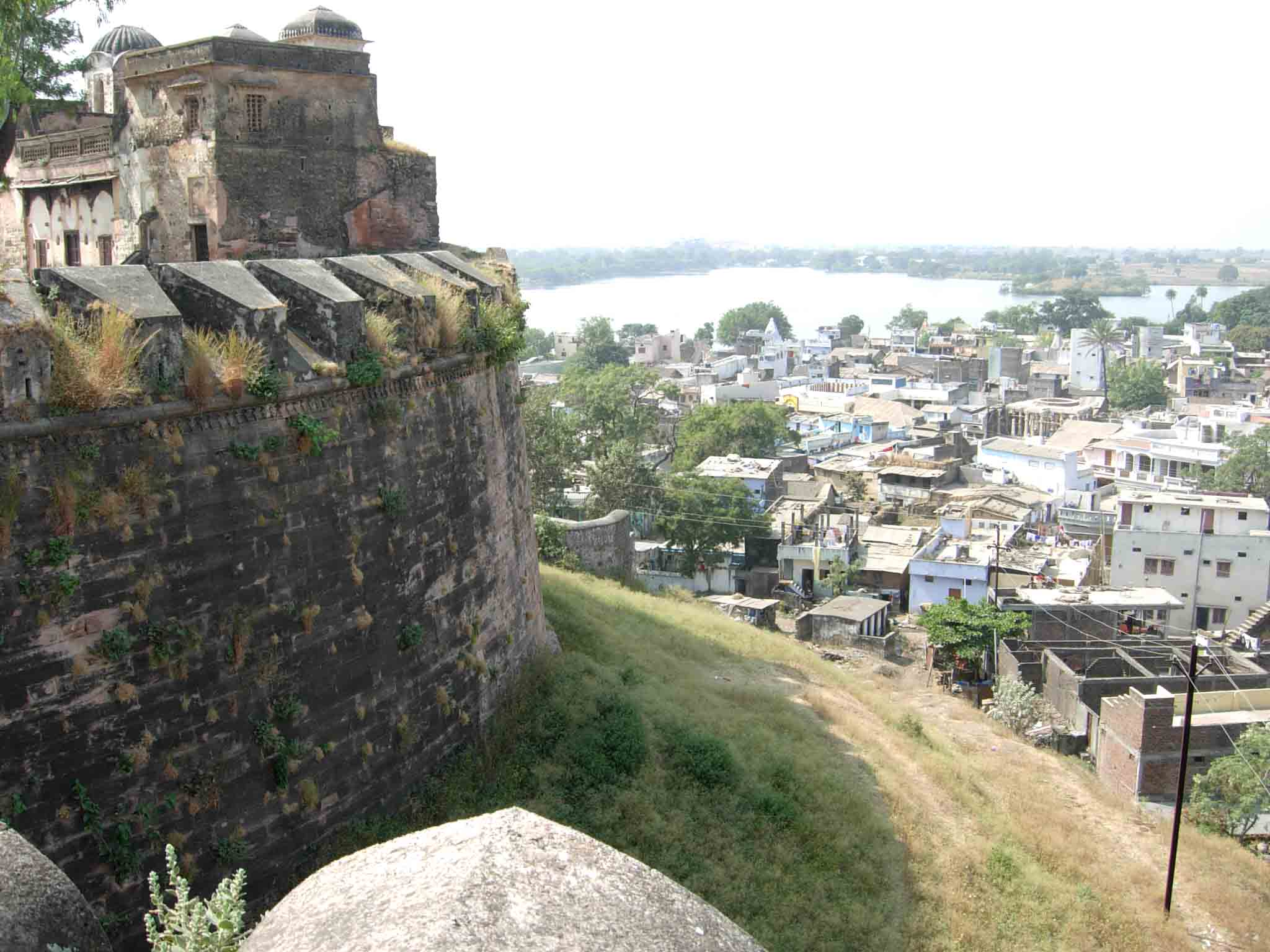
Vy över Dhar, med fortet i förgrunden.

Dhar är en stad i den indiska delstaten Madhya Pradesh, och är huvudort för ett distrikt med samma namn. Folkmängden uppgick till 93 917 invånare vid folkräkningen 2011. Staden ligger 55 km norr om Narbada, har vackra moskéer, ett fort med 26 torn och det furstliga palatset. Dhar var förr huvudstad i Malwariket.